# Pukapuka (îles Cook)
 (octobre 2016).
Ne doit pas être confondu avec Puka Puka.
Pour les articles homonymes, voir Pukapuka.
Pukapuka est un atoll des îles Cook situé à 1324 kilomètres au Nord-Ouest de Rarotonga. De forme triangulaire dont chaque côté fait à peu près 10 kilomètres, il est constitué de trois îles principales où se concentrent la population : Pukapuka (également appelé Ware) au Nord, Motu Ko au Sud et Motu Kotawa à l’ouest ainsi que d’une multitude d’îlots coralliens inhabités. La superficie de ses terres émergées représente environ 3 km2. Pukapuka est également appelé 
 Nukuloa qui signifie « la grande île ».

## Traditions orales
Comme l’ensemble des îles Cook, Pukapuka est riche d’une abondante littérature orale retraçant entre autres l’histoire de l’atoll. Il existe plusieurs versions quant au peuplement original de l’île. Celles-ci peuvent parfois différer bien que l’on y retrouve certains éléments communs. Ci-dessous deux exemples publiés.

### Récit publié par William Wyatt Gill
Ce récit publié par le Journal of the Polynesian Society en 1912 sous le titre « E tuatua no te tupuanga o te tangata mua ki Pukapuka » (récit sur l'installation premiers habitants de Pukapuka) est extrait des papiers personnels du Révérend William Wyatt Gill, daté du 22 octobre 1877. William Wyatt Gill était un missionnaire de la London Missionary Society, en poste à Mangaia de 1852 à 1872. Ce récit fut recueilli par un des évangélistes d'Aitutaki installés sur place à partir de 1857 mais dont Gill ne nous révèle pas le nom. De même, aucune information ne nous est donnée sur le narrateur original. Le texte fut publié en maori des îles Cook (dans sa variante rarotongienne et non en langue de Pukapuka) accompagné d’une traduction anglaise.

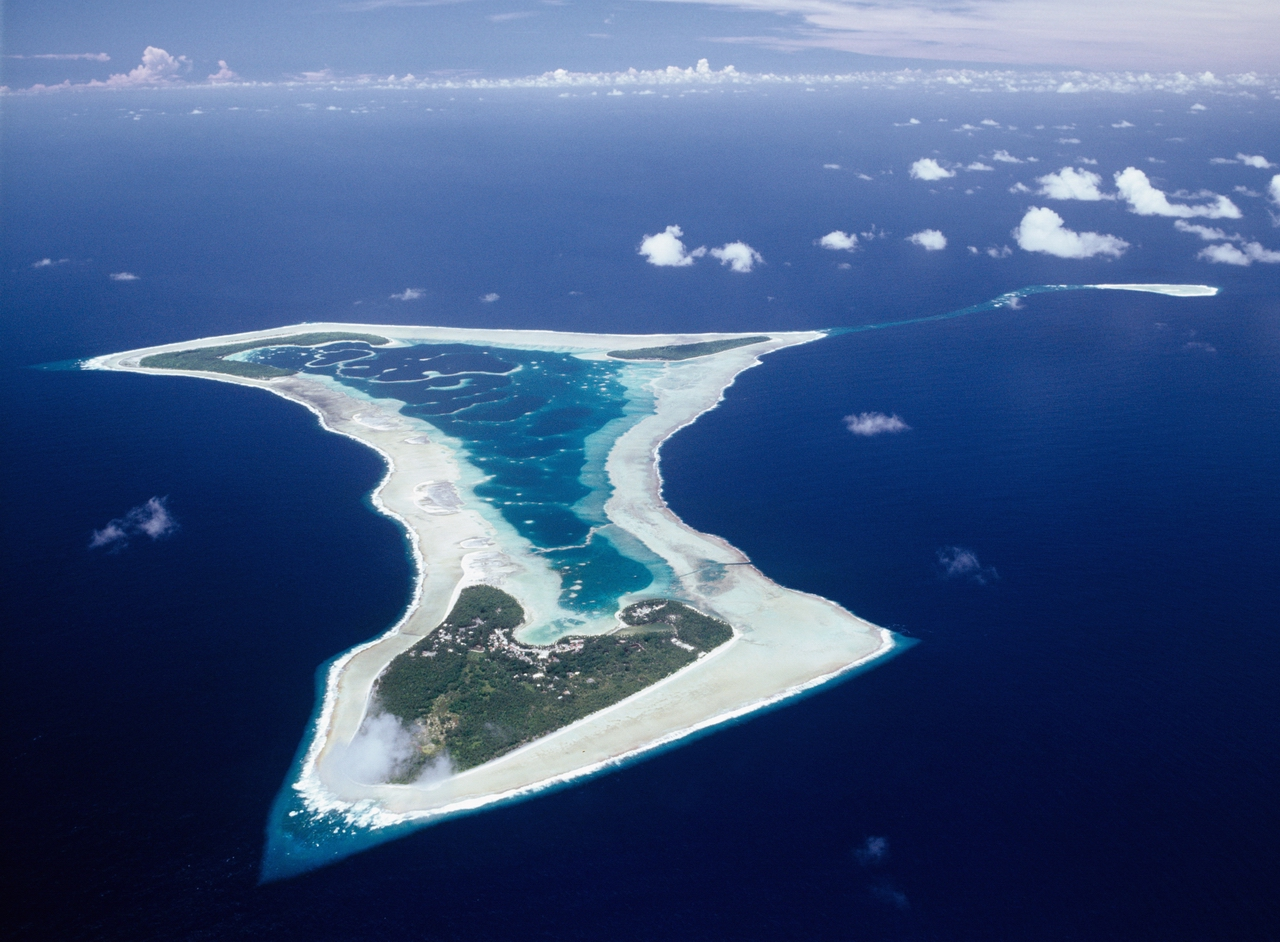
Photographie aérienne de l'atoll de Pukapuka aux Îles Cook

« Voici leur histoire. Matariki fut celui qui créa la Terre et le Ciel (…) . Il était un atua et le fils de Tamaei, qui était venu de Tonga. Sa mère était un « vatu », c'est-à-dire un rocher (…) Il (Matariki) fut celui qui fonda les 'kainga' qui s’appelaient Muriutu, Matanga, Angari-pure, Akovika, Amaunga, et Aronga. (…)
L’ariki était de Muriutu et s’appelait Akau te vaka. Son règne fut heureux et paisible. Il n’y avait pas de cannibalisme ni de guerre. (…)Cela dura jusqu’au règne de Akamora. Voici le récit de cette époque. Akamora était détesté par son clan, car il était aimé de sa petite-fille appelée Akovika. Il l’avait choisie pour lui succéder après sa mort. La fonction de la jeune fille était de nettoyer la tête de l’Ariki et de lui arracher les cheveux gris. Lorsqu’elle fut adulte, il décida de lui léguer la chefferie car elle l’aimait. Akamora dit à Akovika, ‘Tu dois être l’Ariki’. Akovika lui répondit, 'Ce n’est pas conforme'. Elle alla alors voir son père, appelé Kui, qui était le chef d’Angari Pure. Kui était un homme 'sage'. Kui dit à sa fille, « le titre (d’ariki) sera mien ». Cela mit en colère tous les hommes du pays qui projetèrent de le tuer.(…) Leur plan était de ramasser des milliers de frondes de cocotiers dans toute l’île. Un homme était particulièrement habile à cela et d’une grande force. C’était un guerrier du nom de Veru. À lui tout seul, il ramassa d’un coup une centaine de frondes de cocotier. Ils se préparèrent ensuite à faire la guerre, en fourbissant leurs armes : des « tao », des « kaio », des « koko » et des « poatu »
(Le jour de l’investiture arriva). Akamora alla au marae tenant à la main une unique fronde de cocotier qu’il déposa sur la natte, geste par lequel il confiait le pouvoir à sa petite-fille. (…) Bientôt tous les hommes déposèrent à leur tour leurs frondes de cocotier sur celle d’Akamora(…) Une fois fait, Akamora dit à sa petite-fille, 'il reste encore une fronde à déposer et le titre d’Ariki t’appartiendra'. C’était au tour de Kui de déposer sa fronde de cocotier. Tous les hommes du pays avaient déjà fait leur offrande et tous étaient armés. Kui agita sa lance et grimpa sur le marae. Il se rendit du côté du marae où se trouvait le rivage et laissa tomber sa fronde de cocotier dans l’eau. Le marae se mit alors à trembler. Il perça ensuite le tas de fronde de cocotier avec sa lance. Le ciel se mit à s’assombrir. Tout le monde avait peur. Toutes les frondes de cocotier au-dessus de celle d’Akamora avaient disparu. Son mana s’était envolé et sa petite fille était désormais l’Ariki.(…). Le peuple dit à Kui, “Pars aux Samoa !”. Kui accepta et dit, 'j’irai'."
La suite du récit narre les aventures de Kui aux Samoa où il sera finalement tué.

### Le récit de Ura
Ce récit également publié dans le Journal of the Polynesian Society, sous le titre «E Tuatua teia na Ura, e tangata bukabuka aia» (récit de Ura, un homme de Pukapuka) fut recueilli en mai 1904 par J.J.K. Hutchin également missionnaire de la LMS, auprès d’un certain Ura, alors qu’il accompagnait Walter Edward Gudgeon le résident Magistrat des îles Cook dans une tournée sur l’atoll.

" Pukapuka était un rocher dans l’océan. Un atua du nom de Tamaye vivait sur ce rocher, il en était le gardien. Il pensait que ce rocher ne servait à rien. Mais soudain, le rocher s’ouvrit et un homme du nom de Uyo apparut. Il vit qu’il n’y avait pas de lieux habités Il créa (organisa) alors le pays et y installa des hommes. Sa femme était de Tonga et s’appelait Te Vao-pupu. Son fils s’appelait Tu muri vaka et leur fille te Mata kiate.
Aux temps anciens, deux guerriers arrivèrent de Tonga, l’un s’appelait Tokaipore et l’autre Tauperoa. Ils s’installèrent sur l’île et tuèrent (soumirent) ses habitants. Ils répartirent ensuite les gens dans trois districts. L’un s’appelait Avarua ou Tiporo, un autre Te Awea ou Panauri et le troisième Takanumi ou Urekava. En ce temps-là poussaient sur l’île le kumara (patate douce), le repo taro et l’arrow-root,(…)
Aux temps anciens, Nukuroa était une terre bien plus grande et il y avait beaucoup plus d’habitants qu’aujourd’hui. Mais il y a eu un déluge qui a noyé une grande partie de l’île. Le lagon intérieur était jusqu'alors alors plus petit (qu'aujourd'hui). S’il y a eu un déluge, c’est parce que les gens pratiquaient l’adultèreet à cause de leur impiété envers les dieux. (…) Il y avait une fille de chef qui était mauvaise. Elle ne couchait pas avec son homme et allait partout en disant qu’il commettait l’adultère, elle disait partout que les dieux étaient mauvais. Cela les mit en colère et c’est la raison pour laquelle, ils provoquèrent le déluge
Les gens disent qu’ils descendent de lignées de femmes. La tribu la plus ancienne était appelé Te Ua Ruru et ils descendent d’une ancêtre appelée Te Raio. La seconde tribu s’appelle Te Mango. La troisième Te Uira et la quatrième Te Kati. "

## Sources archéologiques
Selon l’archéologie, Pukapuka aurait été habité dès le IVe siècle avant notre ère. Des os de chiens datant de cette époque ont en effet été retrouvés. Ces ossements diffèrent des squelettes des chiens d’Asie du Sud-est et se rapprocheraient de ceux du dingo australien. Certains archéologues en ont émis l'hypothèse d’un peuplement ancien de l’île par des aborigènes. Néanmoins les ossements humains les plus anciens retrouvés à ce jour, seraient plus tardifs puisque datés au carbone 14 aux alentours de l’an 400 apr. J.-C.

## Passage des premiers navires européens
Selon la tradition orale locale, le premier navire européen à s’approcher des rivages de Pukapuka aurait eu lieu du temps de Alakatapu, le quatrième chef après le tsunami (cf récit de Ura) ayant submergé l’île. Selon Alphons M.J. Kloosterman, il pourrait s’agir de l’expédition de Mendana et Quiros qui passèrent effectivement au large de Pukapuka le 20 août 1595. Ils baptisèrent l’atoll, San Bernardo en l’honneur de Saint Bernard, Abbé de Clairvaux. L’expédition suivante à visiter l’île fut celle du Commodore John Byron, le 21 juin 1765. Il fut celui qui baptisa l’île Danger Island, nommée ainsi en raison des difficultés pour l’aborder. Ce nom lui est resté jusqu’à aujourd’hui. Du 3 au 5 avril 1796, le Capitaine français François Péron fit escale sur l’atoll dont il pensait être le découvreur, afin de ravitailler l’expédition. Il le renomma, « îles de la loutre ». Il descendit à terre et entra en contact avec les insulaires. L’explorateur nous narre ainsi cette brève rencontre où les « malentendus pacifiques » sont parfois cocasses.
«Je gouvernai vers un village que nous avions entrevu à travers les arbres ; à mesure que nous approchions de l'île, les insulaires parurent se diriger vers le lieu où il était probable que nous allions débarquer. Nous fûmes subitement arrêtés par un banc de corail sur lequel il n'y avait au plus qu'un pied et demi d'eau, et moins en certains endroits. Je levai rames, et, par signes, j'engageai les naturels à s'avancer vers nous : ils restèrent longtemps indécis ; enfin six d'entre eux se détachèrent, armés de lances et de massues; mais, à une certaine distance, cinq s'arrêtèrent; le sixième, tenant d'une main une massue et de l'autre une branche de cocotier, s'approcha jusqu'au bord du plateau. Là, il me fit une harangue à laquelle je ne compris rien, et qu'il termina en nous jetant sa branche de cocotier. Supposant que la branche de cocotier était une marque de bienveillance, je rapprochai le canot, et, toujours accompagné de M. Muirr, je descendis sur le banc de corail. Tandis que mes matelots se tenaient prêts à faire feu au moindre accident, je me dirigeai vers les Indiens, leur présentant d'une main la branche dont ils nous avaient fait don, et leur tendant l'autre main en signe de bonne amitié; ils ne me comprirent pas, ou du moins ils ne répondirent rien à mes gestes. Je leur montrai des bananes, des patates et des oranges, tâchant de leur expliquer que je désirais en obtenir d'eux, et qu'en échange je leur donnerais des couteaux et des morceaux de fer; ils les regardèrent, et me firent signe qu'ils n'en voulaient pas. Avec le couteau je partageai la branche de cocotier et leur en présentai les morceaux : cette opération excita leur surprise ; ils s'approchèrent davantage, et consentirent à recevoir le couteau et quelques morceaux de fer. Je les crus apprivoisés par cette largesse, et je leur témoignai le désir d'aller au village ; mais à peine eurent-ils compris le sens de cette demande, qu'ils poussèrent des cris, des hurlements. Ils se placèrent entre nous et leurs cabanes; ils agitèrent leurs armes d'un air menaçant, et, nous montrant le canot, ils nous signifièrent de repartir au plus vite. M. Muirr, s'imaginant qu'ils nous avaient mal compris, leur fit des supplications à sa manière, et, pour leur montrer que nous n'avions pas d'armes, il ouvrit et étendit les deux bras. À ce dernier geste, les insulaires, croyant qu'on voulait les prendre à bras le corps, prirent la fuite vers leurs cabanes, se retournant de temps à autre pour voir si nous les suivions. Quelques instants après, je fis aux insulaires de nouveaux signes d'amitié; ils n'y répondirent que par des cris de fureur, que par des gestes menaçants. M.Muirr et moi, nous prîmes le parti de retourner au canot. Lorsqu'ils virent que nous gouvernions vers le navire, ils coururent vers leurs pirogues, comme pour les lancer à la mer, mais je ne sais quelle réflexion leur fit changer d'idée : nous continuâmes notre marche. Nous étions remontés sur le vaisseau ; trois pirogues sortirent de l'île et s'approchèrent de nous à la distance d'une portée de pistolet. En vain on leur fit des signes pour avancer ; les morceaux de fer, les couteaux, rien ne put les séduire. Je descendis de nouveau dans le canot, et je me rendis auprès d'eux. Plus hardis ou plus confiants, ils m'attendirent, et me reçurent même avec bienveillance. J'échangeai contre nos articles, des cocos, des haches de pierre, des arcs, des nattes, des cordages., et jusqu'aux pièces d'étoffes dont ils étaient couverts. Avant de nous séparer, ils témoignèrent énergiquement leur satisfaction, et nous invitèrent à venir à terre. Cette dernière circonstance démontre qu'il est possible d'établir des relations avec ces insulaires. Il est probable, il paraît même certain qu'ils n'avaient point encore vu d'étrangers: leur frayeur à notre aspect, leur surprise en voyant la blancheur de notre peau, la forme de nos vêtements, l'ignorance où ils étaient de nos outils et de nos objets d'échange, tout se réunit pour nous convaincre que nous étions en droit de nous attribuer l'honneur d'avoir découvert trois nouvelles îles ; et, dans cette conviction, je gratifiai ce groupe du nom d'îles de la Loutre, qui était celui du bâtiment que nous montions. Pour les distinguer entre elles, la plus orientale fut appelée Pérou et Muirr, la plus au nord fut appelée Dorr, et le nom de Brown, l'un de nos officiers, fut octroyé à la troisième. »
En 1819, un autre explorateur français, le Capitaine de la corvette Oranie, Louis Claude de Saulces de Freycinet visita également l’île.

## Culture
L'atoll fut le lieu où vécut l'écrivain-voyageur américain Robert Dean Frisbie (1896-1948) qui sur les conseils de Charles Nordhoff et James Norman Hall, rencontrés à Tahiti, écrivit de nombreux ouvrages dans lesquels il décrit sa vie à Puka Puka de 1920 à 1930 — pour « échapper à la plus petite clameur du monde civilisé »—, dont son premier livre The Book of Puka-Puka publié en 1929. Sur l'atoll, il rencontre une Polynésienne, Ngatokorua, qui deviendra sa femme et la mère de ses cinq enfants.
Le 25 juin 1932, Fred Rebell, navigateur solitaire qui traverse l’océan Pacifique sur un petit voilier, y fait escale. Il y est accueilli par Goeffrey Henry, "Maori instruit et fort aimable", "maitre d'école, hydrographe, postier, juge, douanier, capitaine de port et officier de santé" qui est en fonction depuis 6 ans. Il lui raconte qu'en 1914 un raz de marée avait submergé l'ile dont le point culminant ne dépasse pas 1,50m au dessus du niveau de la mer, détruisant toutes les habitations, sans faire immédiatement de victimes. La fièvre typhoïde qui s'en était suivie du fait de la pollution des eaux avait en revanche été meurtrière.